# Анст
Анст (англ. Unst) — острів у північній частині Шетландських островів, Шотландія. Займає площу 120 км², що робить його чотирнадцятим за розміром островом Шотландії. Омивається з південного сходу Північним морем, з півночі і заходу Атлантичним океаном, який переходить у Норвезьке море, на півдні і південному заході протоками, що відділяють острів від інших островів Шетландського архіпелагу. Згідно з переписом 2001 року, на Ансті мешкають 720 осіб, що робить його дев'ятнадцятим за кількістю населення островом Шотландії. Анст є найпівнічнішим населеним островом Британських островів і третім за величиною серед Шетландських островів після Мейнленда та Єлла.
Територія острова зайнята в основному пасовищами і прибережними скелями. Основний населений пункт острова — Болтасаунд, який колись був найбільшим рибним портом архіпелагу після Лервіка та спеціалізувався на видобутку оселедця. Зараз тут розташована пивоварня, дозвільний центр та аеропорт. З інших населених пунктів слід згадати Уєасаунд, де знаходяться колишній Ганзейський склад і замок Мунесс (побудований 1598 року, розграбований піратами в 1627 році). У поселенні Гарольдсвік розташований музей, присвячений човнам.

## Історія

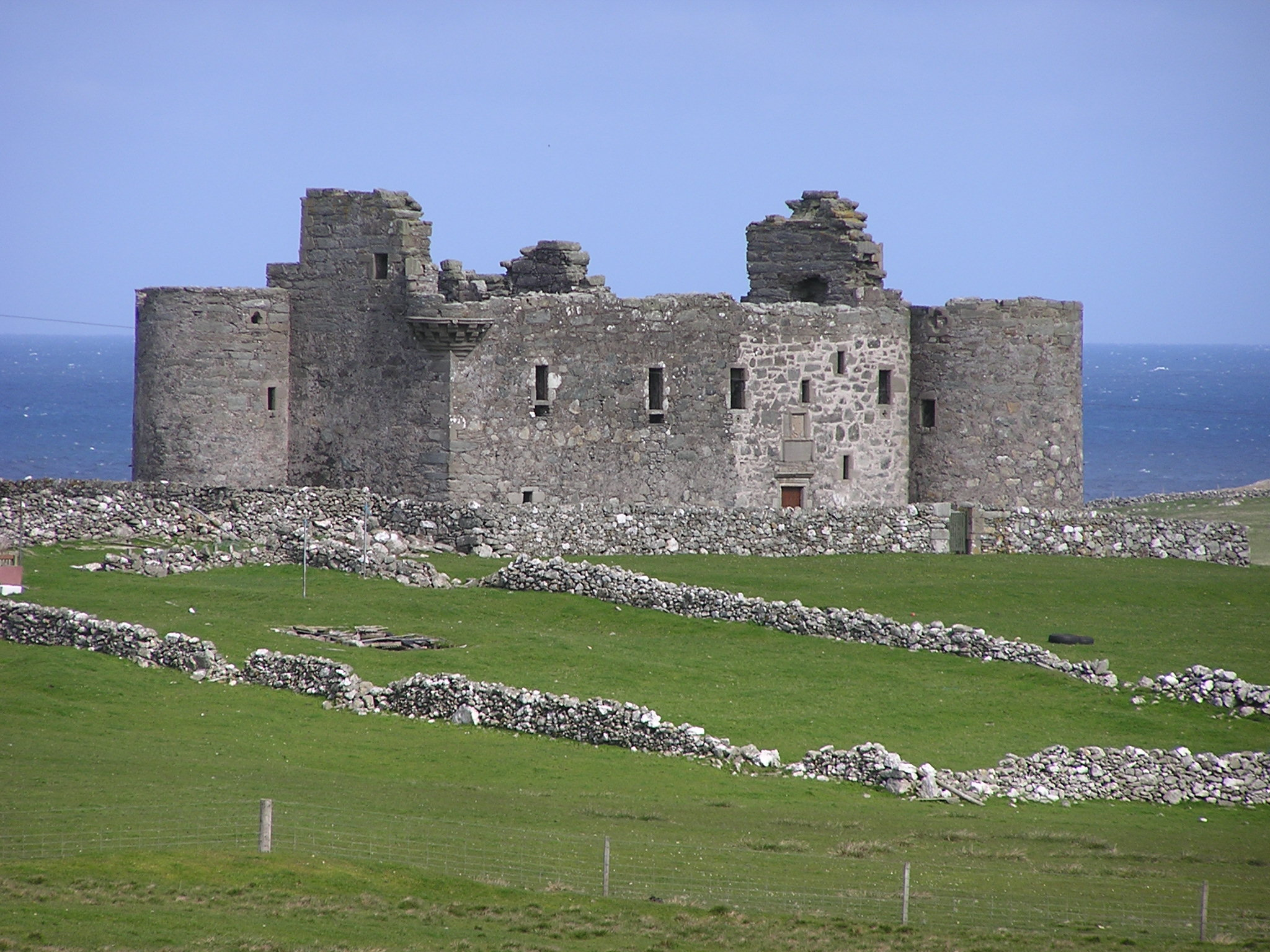
Замок Манесс

Значення назви острова Анст невідоме, але припускається, що вона має донорвезьке походження, так само як і у низки інших островів, що входять до Шетландських (Єлл, Фетлар). Можна припустити, що назва була дана догерманськими мешканцями і виникла в середовищі людей, що говорили на діалекті піктської мови.
Батько та дядько Роберта Луїса Стівенсона були головними інженерами маяку на маленькому скелястому острівці Макл Флугга, який знаходиться біля північного боку острова Анст. Стівенсон відвідав острів, і, як стверджується, він став основою для створення їм карти Острова Скарбів. Щоправда, на цю ж роль претендує острів Фідра в затоці Ферт-оф-Форт.
З 1957 по 2006 рік на острові працювала радіолокаційна станція «RAF Saxa Vord». Станція використовувала довгі частоти і здійснювала спостереження і контроль за повітряним рухом на територіях на північ від Шотландії.
7 січня 2007 острів Анст потряс землетрус силою 4,9 бала за шкалою Ріхтера, який був одним з найпотужніших за останні десять років землетрусів, що сталися в Норвезькому морі.

## Географія і геологія
Термін "найпівнічніший у Великій Британії" можна застосувати до багатьох об'єктів на острові. Крихітне поселення Скав на північному сході острова є найпівнічнішим населеним пунктом у Великій Британії. Маяк на скелі Макл Флугга, що відкрився в 1858 році, став найпівнічнішим маяком Великої Британії. І, нарешті, скеля Аут Стек — найпівнічніша скеля Великої Британії.
Острів Анст сформований переважно ультраосновними і основними магматичними породами, які, як вважається, складають частину офіоліту, залишка океанічної кори з океану Япет, що припинив своє існування під час каледонського горотворення.
З 1907 до 1937 роки на острові існувало кілька хромітових кар'єрів, а також вузькоколійна залізниця, що обслуговувала їх.